# 로버트 셍스태크 애벗
로버트 셍스태크 애벗(Robert Sengstacke Abbott, 1868년 11월 28일 ~ 1940년 2월 29일)은 아프리카계 미국인 언론인이었으며, 후에 국가에서 가장 크고 가장 영향적이 된 흑인 신문 《시카고 디펜더》(Chicago Defender)의 창시자이다.
조지아주 세인트 사이먼 아일랜드(St. Simon's Island)에서 전 노예의 아들로 태어났다. 그는 계부의 신문 《우드빌 타임즈》(Woodville Times)에서 복사를 배웠고, 후에 버지니아주에 있는 햄프턴 연구소에서 수학하였다. 애벗 자신은 켄트 법학교(현재 시카고-켄트 법대)에 출석하여 1899년에 졸업하고 변호사가 되었다.
그러나 그는 신문을 발간하여 더 낳게 흑인들을 섬기는 결정을 하였다. 1905년 《시카고 디펜더》를 창시하여 매주 발간하였다. 그의 지도력 아래에, 시카고 디펜더 신문은 남부의 흑인들이 북부의 산업이 발달한 주들로 이주하는 용기를 복돋았다. 1910년대에 시작하여 제1차 세계대전 후까지 계속적으로 수만명의 아프리카계 미국인들이 더 나은 직업 기회를 찾으러 북부로 이주하였다. 애벗의 논설은 아프리카계 미국인들을 위한 완전 동등권을 요구하였다.
1940년 2월 29일 시카고에서 사망하였다.
사후, 1956년에 디펜더 신문은 그의 조카 존 H. 셍스태크에 의하여 매일마다 발간되었다. 그 신문 주위에 셍스태크는 미국에서 아프리카계 미국인들의 신문의 가장 큰 체인점을 지었다.